# Maia Estianty
Maia Estianty (ur. 27 stycznia 1976 w Surabai) – indonezyjska artystka muzyczna, związana z duetem Ratu (1999–2007), oraz piosenkarka i aktorka.

## Dyskografia
Ratu
- 2003: Bersama
- 2005: Ratu & Friends
- 2006: No. Satu

Duo Maia
- 2008: Maia & Friends
- 2009: Sang Juara
- 2010: The Masterpiece of Rinto Harahap (kompilacja)
- 2012: Rindu Kamu
- 2012: Mahakarya Anak Bangsa
- 2014: Berdua
- 2015: Maia Pasto With The Stars

Single
- 2012: „Rindu Kamu”
- 2013: „Karena Dia”

Źródło: .

## Filmografia
- 2007: Lantai 13
- 2008: Oh My God
- 2009: Kata Maaf Terakhir
- 2015: Guru Bangsa: Tjokroaminoto

Źródło: .